# Где ваш сын?
«Где ваш сын?» — советский художественный фильм 1986 года, снятый режиссёром Игорем Вознесенским по сценарию, написанному совместно с Юрием Ивановым на «Киностудии имени М. Горького». Продолжение фильма «Внимание! Всем постам…», вышедшего на экраны в 1985 году.
Премьера фильма состоялась 1 июля 1986 года. Фильм посмотрели 4,9 млн зрителей за первый год демонстрации.

## Сюжет
Молодой милиционер Виктор Кольцов помогает детям из детского дома, стараясь спасти их от пути преступления, и учить их правде о своих родителях.

## В ролях
- Андрей Ростоцкий — Виктор Кольцов
- Владимир Сычёв — Алёша Халин
- Максим Максимов — Фёдор Фролов
- Женя Петров — Егор Бесфамильный
- Тамара Дегтярёва — Анна Петровна Максимова, директор детдома
- Елена Валаева — Ирина Сергеевна Лазарева
- Александр Потапов — Геннадий Дмитриевич
- Юрий Чернов — Мигунов
- Анатолий Васильев — Борис Павлович Фролов, отец Фёдора
- Елена Борзова — Вера Андреевна
- Владимир Никитин — Пётр Сергеевич
- Павел Ремезов — Забродин

## Съёмочная группа
- Режиссёр: Игорь Вознесенский
- Сценаристы: Игорь Вознесенский, Юрий Иванов
- Оператор: Анатолий Буравчиков
- Композитор: Марк Минков
- Художник: Феликс Ростоцкий